# Paleet shoppingsenter
Paleet er en indkøbscenter på Karl Johans gate i Oslo, der åbnede i 1990. Det er ejet af KLP Eiendom. Det stod færdig i efteråret 1990 som resultat af fornyelsen af Karl Johan-kvartalet efter en strid om bevaring eller "sanering" gennem mange år. Det blev til slut vedtaget at bevare gårdene langs Karl Johans gate, men under projekteringen blev flere af dem alligevel revet ned, og kun facaderne blev bevaret som en skal foran nybyggede ejendomme bagved.
Af gårdene som indgår i storcentret er blandt andet Karl Johans gate 37, som har givet navn til Paleet. Gården blev oprindelig bygget i 1869 af grosserer og ritmester Thorvald Meyer efter branden i 1867, og blev regnet som datidens flotteste "bypalæ". Paleet kostede Meyer 24.700 speciedaler i 1869. I 1910 overtog Oslo Handelsstands Forening Karl Johans gate 37 efter Thorvald Meyers dødsbo. Oslo Handelstands Forening (OHF) holder fortsat til her. 
Hovedindgangen til Paleet er i Karl Johans gate 39, den ældste originale facade i Karl Johans gate. Bygningen dateres oprindelig til 1844. Karl Johans gate 41 og 43 blev revet ned i 1980'erne, men de blev genopbygget så facaderne er identiske med de oprindelige fra 1840'erne.
Paleet Oslo må ikke forveksles med Christian Ankers bygård fra 1744, senere landets kongebolig, som indtil branden i 1942 lå på ejendommen Fred. Olsens gate 6 ved Paléhagen.
Paleet Oslo blev åbnet første gang 5. september 1990, og genåbnet 3. september 2014 efter 15 måneders total renovering.